# Albosynnema elegans
Albosynnema elegans är en svampart som beskrevs av E.F. Morris 1967. Albosynnema elegans ingår i släktet Albosynnema och familjen Bionectriaceae.   Inga underarter finns listade i Catalogue of Life.